# Metacyrba insularis
Metacyrba insularis là một loài nhện trong họ Salticidae.
Loài này thuộc chi Metacyrba. Metacyrba insularis được Richard C. Banks miêu tả năm 1902.